# چارتر اووک (آیووا)
چارتر اووک (به انگلیسی: Charter Oak) شهری در ایالت آیووا کشور ایالات متحده آمریکا است که جمعیت آن در سرشماری سال ۲۰۱۰ میلادی، ۵۰۲ نفر بوده‌است.